# Quartinia eremobia
Quartinia eremobia är en stekelart som beskrevs av Richards 1962. Quartinia eremobia ingår i släktet Quartinia och familjen Masaridae. Inga underarter finns listade i Catalogue of Life.